# Bertrando de' Rossi (ante 1365)
Betrando de' Rossi (ante 1365 – post 1404) è stato un nobile italiano, appartenente alla casata dei Rossi.

## Biografia
Figlio di Giacomo, nel 1370 venne escluso dal padre, primo conte di San Secondo, dalla successione alla signoria sui feudi di famiglia, in favore del nipote Bertrando juniore, il cui padre Bertrando seniore acquistò insieme a Giacomo il feudo di San Secondo dallo zio Ugolino, vescovo di Parma, nel 1365.
Le motivazioni di tale esclusione non sono note, ma, probabilmente, sono legate a un accordo fra i due fratelli compratori del feudo.
Bertrando visse a San Secondo sino agli inizi del XV secolo, quando, sotto minaccia delle persecuzioni di Ottobuono de' Terzi, fuggì riparando a Ravenna.

## Discendenza
Dalla moglie Costanza Aldighieri ebbe un figlio:
- Andrea, che fu capostipite del ramo dei Rossi di Ravenna.[1]